# ایچیرو ناگای
ایچیرو ناگای (انگلیسی: Ichirō Nagai; ۱۰ مهٔ ۱۹۳۱ – ۲۷ ژانویهٔ ۲۰۱۴) بازیگر، صداپیشگی در ژاپن، و کارگردان تلویزیونی اهل ژاپن بود. وی بین سال‌های ۱۹۵۶ تا ۲۰۱۴ میلادی فعالیت می‌کرد.